# Светско првенство у фудбалу за жене 1999. − група Б
Ѓрупа Б Светсгог првенства у фудбалу за жене 1999' је играна у периоду од 19. до 27. јуна 1999. У групи су играли Бразил, Немачка, Италија и домаћин Мексико.

## Табела
| Pos | Тим     | О | П | Н | И | ГД | ГП | ГР  | Бод. | Qualification                   |
| --- | ------- | - | - | - | - | -- | -- | --- | ---- | ------------------------------- |
| 1   | Бразил  | 3 | 2 | 1 | 0 | 12 | 4  | +8  | 7    | Квалификовала се за нокаут фазу |
| 2   | Немачка | 3 | 1 | 2 | 0 | 10 | 4  | +6  | 5    | Квалификовала се за нокаут фазу |
| 3   | Италија | 3 | 1 | 1 | 1 | 3  | 3  | 0   | 4    |                                 |
| 4   | Мексико | 3 | 0 | 0 | 3 | 1  | 15 | −14 | 0    |                                 |

## Утакмице
Сва наведена времена су по локалном времену у САД.

### Бразил и Мексико
| Бразил                                                           | (7 : 1)  | Мексико                |
| ---------------------------------------------------------------- | -------- | ---------------------- |
| - Претиња 3’, 12’, 90+1’ - Сиси 29’, 42’, 50’ - Катја 35’ (пен.) | Извештај | - Марибел Домингез 10’ |

### Немачка и Италија
| Немачка                    | (1 : 1)  | Италија                |
| -------------------------- | -------- | ---------------------- |
| - Бетина Вигман 61’ (пен.) | Извештај | - Патриција Панико 36’ |

### Бразил и Италија
| Бразил         | (2 : 0)  | Италија |
| -------------- | -------- | ------- |
| - Сиси 3’, 63’ | Извештај |         |

### Немачка и Мексико
| Немачка                                                                                    | (6 : 0)  | Мексико |
| ------------------------------------------------------------------------------------------ | -------- | ------- |
| - Инка Грингс 10’, 57’, 90+2’ - Сандра Смисек 45+1’ - Ариан Хингст 49’ - Ренате Лингор 89’ | Извештај |         |

### Немачка и Бразил
| Немачка                                                       | (3 : 3)  | Бразил                                |
| ------------------------------------------------------------- | -------- | ------------------------------------- |
| - Биргит Принц 8’ - Бетина Вегман 46’ (пен.) - Стефи Џонс 58’ | Извештај | - Катја 15’ - Сиси 20’ - Мајкон 90+4’ |

### Мексико и Италија
| Мексико | (0 : 2)  | Италија                                 |
| ------- | -------- | --------------------------------------- |
|         | Извештај | - Патриција Панико 37’ - Паола Зани 51’ |